# Stenia calceolaris
Stenia calceolaris är en orkidéart som först beskrevs av Leslie Andrew Garay, och fick sitt nu gällande namn av Dodson och David Edward Bennett. Stenia calceolaris ingår i släktet Stenia och familjen orkidéer. Inga underarter finns listade i Catalogue of Life.

## Bildgalleri

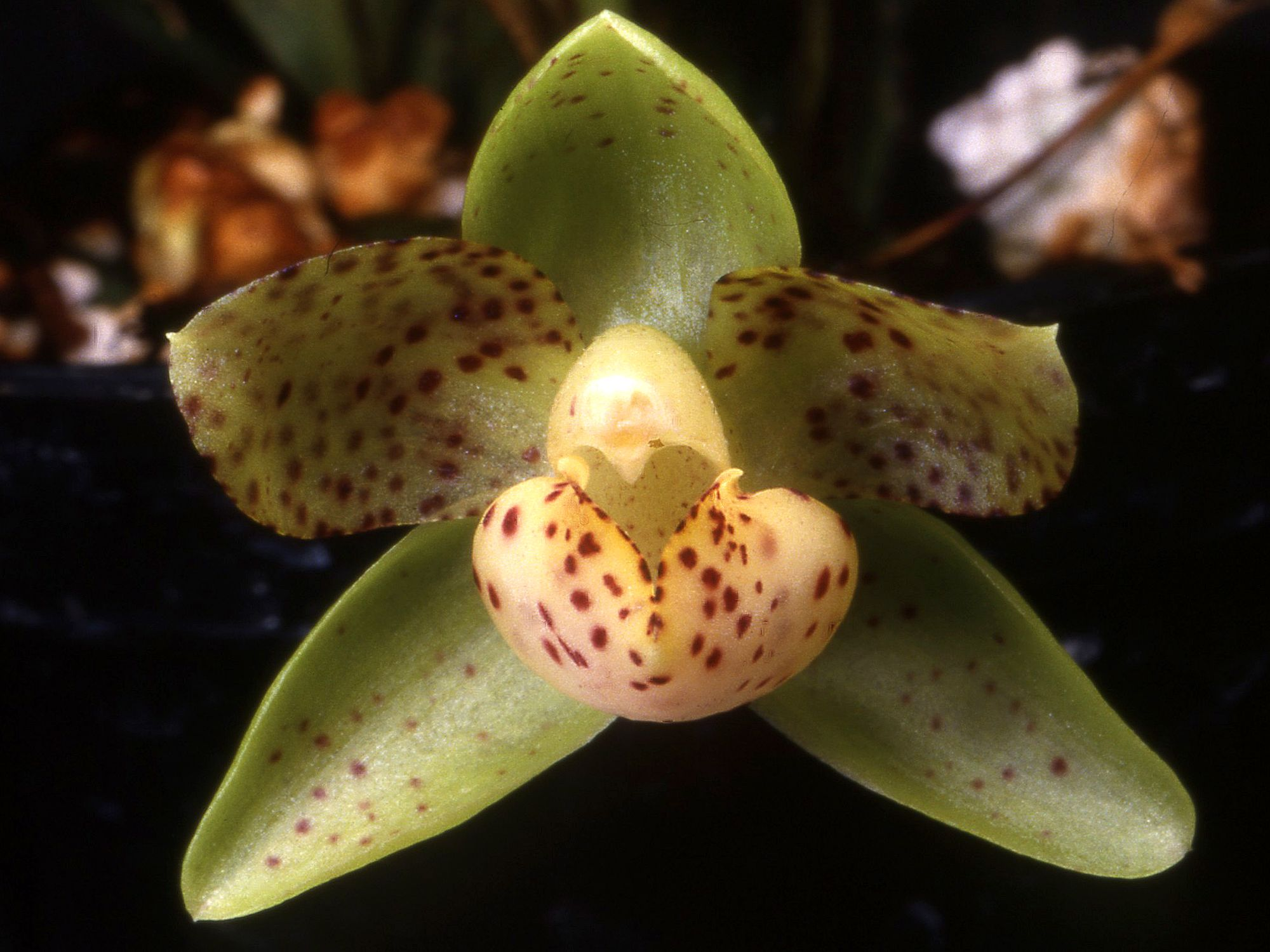
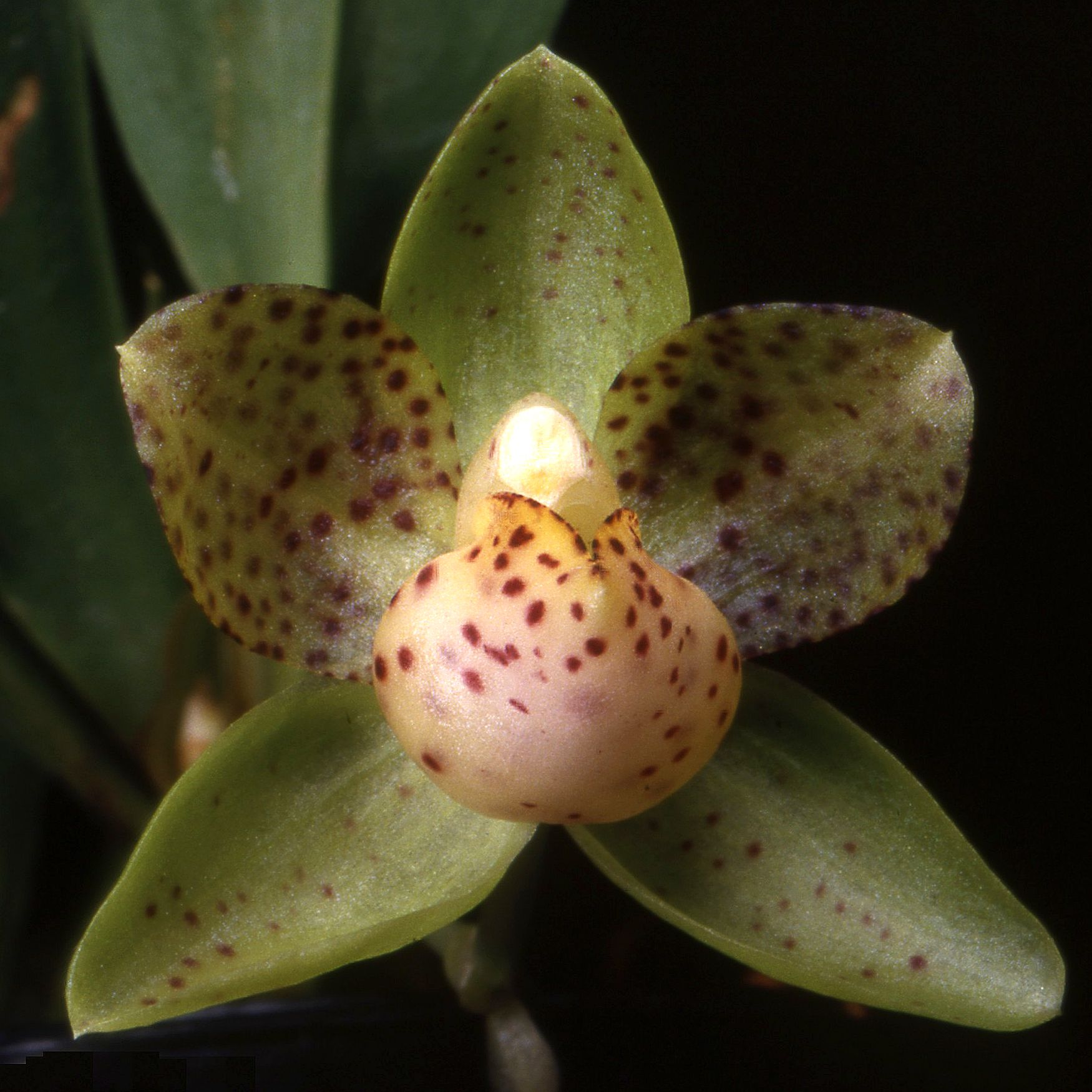